# عشق هیچ‌گاه حس خیلی خوبی نداشت
«عشق هیچ‌گاه حس خیلی خوبی نداشت» (به انگلیسی: Love Never Felt So Good) تک‌آهنگی از آلبوم اکسکیپ اثر مایکل جکسون هنرمند بزرگ آمریکایی است. این آهنگ ابتدا در سال ۱۹۸۳ توسط مایکل جکسون و خواننده کانادایی،
پل آنکا، نوشته شد و به عنوان اولین تک‌آهنگ از دومین آلبوم بعد از مرگ مایکل جکسون منتشر شد. اولین ورژن این آهنگ تک خوانی، و دومین ورژن آن دوخوانی با جاستین تیمبرلیک بود.
بعد از انتشار این آهنگ و بدست آوردن رتبه ۹ در ۱۰۰ آهنگ داغ بیلبورد، مایکل جکسون اولین هنرمندی در تاریخ شد که در ۵ دهه مختلف، آهنگ‌هایش در ۱۰ آهنگ برتر این لیست قرار می‌گیرد.

## موزیک ویدئوها
اولین موزیک ویدئو برای نسخه مشترک با جاستین تیمبرلیک در سال ۲۰۱۴ ساخته شد که شامل قسمت‌هایی از سایر ویدئوهای مایکل مثل: تریلر، بیلی جین، بد، مجرم دورو، بزن به چاک و غیره بود.
یک ماه بعد، موزیک ویدئویی برای نسخه تک‌خوانی مایکل از طریق کانال رسمی مایکل جکسون در یوتیوب منتشر شد که مانند ویدئو قبلی شامل قسمت‌هایی از کارها و اجراهای قدیمی مایکل بود.